# Liste der Bodendenkmäler in Billerbeck
Die Liste der Bodendenkmäler in Billerbeck enthält die denkmalgeschützten unterirdischen baulichen Anlagen, Reste oberirdischer baulicher Anlagen, Zeugnisse tierischen und pflanzlichen Lebens und paläontologischen Reste auf dem Gebiet der Stadt Billerbeck im Kreis Coesfeld in Nordrhein-Westfalen (Stand: August 2020). Diese Bodendenkmäler sind in Teil B der Denkmalliste der Stadt Billerbeck eingetragen; Grundlage für die Aufnahme ist das Denkmalschutzgesetz Nordrhein-Westfalen (DSchG NRW).
| Bild           | Bezeichnung                                   | Lage                                  | Beschreibung | Bauzeit | Eingetragen seit | Denkmal- nummer |
| -------------- | --------------------------------------------- | ------------------------------------- | ------------ | ------- | ---------------- | --------------- |
| weitere Bilder | Hofanlage ehemaliges Gut Möltgen, Haus Homoet | Aulendorf Aulendorf 12 Karte          |              |         | 17.10.1990       | 1               |
| BW             | ehemaliges Archidiakonat                      | Billerbeck Johannikirchplatz 11 Karte |              |         | 20.10.1993       | 2               |